# Andrew Humphreys
Andrew Atkinson Humphreys (ur. 2 listopada 1810, zm. 27 grudnia 1883) – zawodowy żołnierz armii amerykańskiej, w czasie wojny secesyjnej generał Armii Unii. Służył na wysokich stanowiskach w Armii Potomaku, jak dowódca dywizji, szef sztabu i dowódca korpusu, a ponadto był przełożonym Korpusu Inżynieryjnego US Army.

## Młodość
Humphreys urodził się w Filadelfii w stanie Pensylwania, w rodzinie znanych konstruktorów okrętowych; jego dziadek, Joshua, zaprojektował „Old Ironsides” (USS Constitution). Andrew ukończył Nazareth Hall (poprzedniczkę dzisiejszego Moravian College), a następnie w roku 1831 West Point, z której to przyczyny następne trzydzieści lat swego życia spędził w armii jako inżynier budownictwa. Wraz z dywizjonem artylerii wziął udział w II wojnie z Seminolami, ale głównie zajmował się topograficznymi i hydrologicznymi badaniami delty rzeki Missisipi.

## Wojna secesyjna

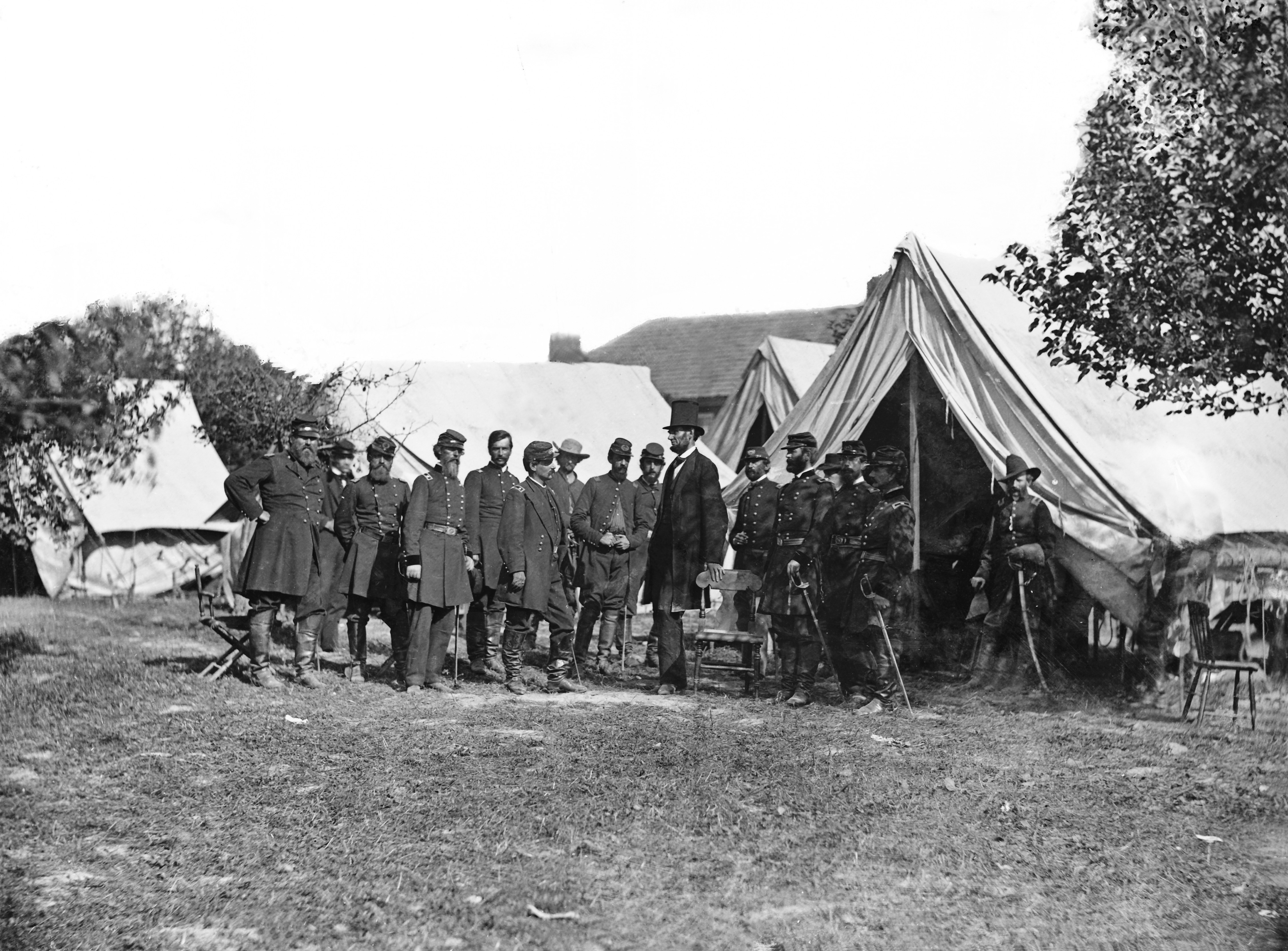
Humphreys (2P) i prezydent Lincoln (C) po bitwie nad Antietam

Po wybuchu wojny secesyjnej Humphreys został (6 sierpnia 1861) awansowany do stopnia majora i mianowany naczelnym topografem Armii Potomaku generała majora George’a B. McClellana. Pracującego początkowo nad planowaniem fortyfikacji obronnych Waszyngtonu wysłano w marcu 1862 roku, wraz z armią McClellanna, na front w ramach tzw. kampanii półwyspowej. 28 kwietnia został mianowany generałem brygadierem czasu wojny, a 12 września objął dowództwo nowo utworzonej 3 Dywizji V Korpusu. W czasie bitwy nad Antietam jego dywizja była w odwodzie. Podczas bitwy pod Fredericksburgiem, dywizja musiała wytrzymać gwałtowny ogień konfederatów z pozycji na Marye’s Heights; dowódca korpusu, gen. bryg. Daniel Butterfield, napisał później: „Naprawdę nie wiem jak wyrazić mój podziw dla sprawności, odwagi i energii, jaką wykazali moi dowódcy dywizji, generałowie Sykes, Humphreys i Griffin”. Jako oficer z niewielkim doświadczeniem bojowym, Humphreys zagrzewał swych żołnierzy odwagą osobistą. Historyk Larry Tagg pisał:

... Por. Cavada ze sztabu generała wspominał, że tuż przed rozpoczęciem ataku na pozycje za murem kamiennym w Fredericksburgu, Humphreys grzecznie ukłonił się oficerom swego sztabu, „i jak najuprzejmiej zapytał, 'Młodzi dżentelmeni, zamierzam poprowadzić ten atak; rozumiem, oczywiście, że będziecie chcieli mi towarzyszyć?'” Skoro pytanie zostało postawione w ten sposób, sztabowcy nie mieli wyjścia i pięciu z siedmiu zostało zestrzelonych ze swych koni. Gdy jego ludzie zrobili już wszystko, co mogli, stojąc naprzeciwko kamiennego muru na Marye’s Heights, następna brygada maszerująca w górę stoku, ujrzała Humphreysa stojącego zupełnie samotnie na swym koniu wśród świszczących wokół kul i patrzącego na pole bitwy. Taka postawa generała zachwyciła żołnierzy, którzy zaczęli wznosić okrzyki na jego cześć. Humphreys obejrzał się zdziwiony, pomachał im kapeluszem z krzywym uśmieszkiem, po czym zawrócił konia i odjechał w mrok. W ten sposób Humphreys zmienił pierwotną niechęć dywizji do siebie w podziw dla jego bohaterstwa ...

W rzeczywistości, chociaż podziwiany przez swych ludzi za wyjątkową odwagę pod ogniem, Humphreys nie był przez nich zbytnio lubiany. Miał pięćdziesiąt parę lat, uważali go więc za starca, nawet mimo jego dość młodego wyglądu. Przezwali go „Old Goggle Eyes” z powodu noszonych przezeń okularów. Był dla nich ciemiężycielem.

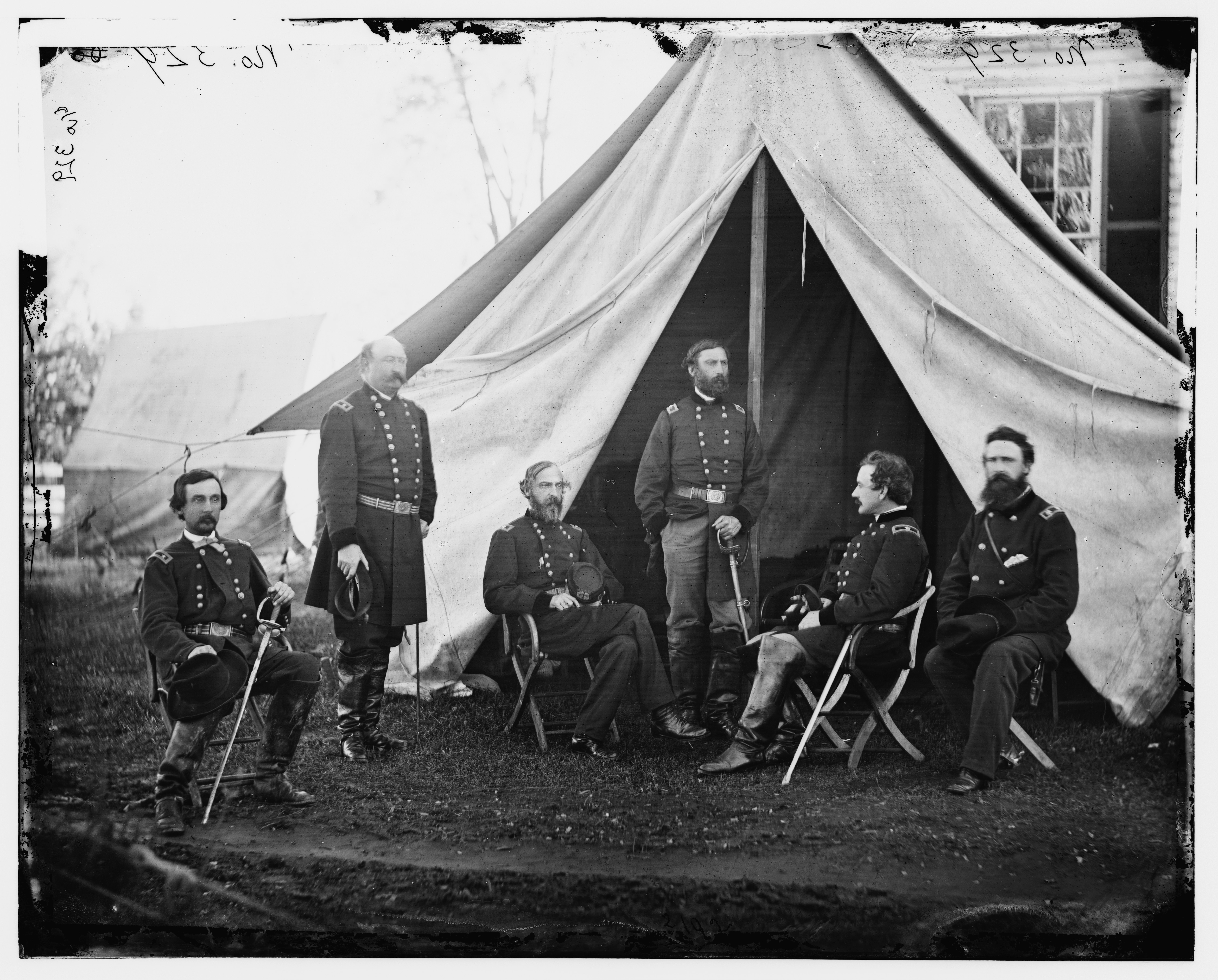
Sztab generalny Armii Potomaku: Gouverneur Warren, William French, George Meade, Henry Hunt, Andrew Humphreys oraz George Sykes we wrześniu 1863

W bitwie pod Chancellorsville dywizja Humphreysa nie zdziałała wiele, głównie dlatego, że większość żołnierzy bliska była końca służby i powrotu do cywila. 23 maja 1863 Humphreys został przeniesiony jako dowódca 2 Dywizji III Korpusu gen. mjr. Daniela Sicklesa. Gdy Meade przejął dowodzenie nad Armią Potomaku tuż przed bitwą pod Gettysburgiem, poprosił Humphreysa by został jego szefem sztabu w miejsce gen. mjr. Daniela Butterfielda, którego uważano za zbyt blisko związanego politycznie z poprzednim dowódcą armii, gen. mjr. Josephem Hookerem. Humphreys odmówił nie chcąc zostawiać dywizji. Ta jego nowa dywizja niemal natychmiast weszła do akcji pod Gettysburgiem gdzie, 2 lipca 1863 roku, Sickles wbrew rozkazom wycofał swój korpus z pozycji obronnej na Cemetery Ridge. Nowa pozycja Humphreysa znalazła się okrakiem nad Emmitsburg Road, bezpośrednio na kierunku natarcia wojsk konfederackich, a linia frontu była zbyt długa do obrony przez jedną dywizję. Zaatakowane przez dywizję of gen. mjr. Lafayette McLawsa trzy brygady Humphreysa zostały zdziesiątkowane; Sickles wycofał brygadę rezewową Humphreysa, by dołączyła do sąsiedniej dywizji (gen. mjr. David Birney), która miała być następnym celem ataku. Humphreys walczył tak długo jak mógł, a w końcu wycofał resztki swych ludzi na Cemetery Ridge, niemniej jednak jego dywizja, jak zresztą cały korpus, przestała praktycznie istnieć.
8 lipca Humphreys został mianowany generałem majorem czasu wojny i ostatecznie przyjął propozycję Meade’ego, by zostać jego szefem sztabu, jako że z jego dywizji niewiele zostało. Na tej pozycji pozostawał w ciągu wszystkich jesiennych kampanii aż do oblężenie Petersburga w roku 1864. W listopadzie 1864 objął dowództwo II Korpusu, na czele którego stał do zakończenia oblężenia, a potem podczas pościgu za gen. Robertem Lee do Appomattox Court House i kapitulacji. 13 marca 1865 roku otrzymał awans na generała brygadiera regularnej armii za „dzielną i chwalebną postawę podczas bitwy pod Gettysburgiem”, a wkrótce generała majora za bitwę nad Sayler’s Creek podczas pościgu za Lee.

## Postbellum
Po wojnie Humphreys dowodził Okręgiem Wojskowym Pensylwania. Został generałem brygadierem służby stałej i szefem Korpusu Inżynieryjnego w roku 1866. Na tej pozycji dotrwał do 30 czerwca 1879, kiedy ostatecznie przeszedł na emeryturę. Na starość wziął się za studiowanie filozofii. Był jednym z założycieli National Academy of Sciences. W roku 1867 wydał pracę zatytułowaną Report on the Physics and Hydraulics of the Mississippi River, która ugruntowała jego pozycję w środowiskach naukowych. Napisał również wspomnienia wojenne, wydane w roku 1883: From Gettysburg to the Rapidan oraz The Virginia Campaign of '64 and '65. Zmarł w Waszyngtonie i został pochowany na Congressional Cemetery.